# Espresso (microprocesador)
Espresso es el nombre en clave de la Unidad central de procesamiento (CPU) que se utiliza en la consola de videojuegos Wii U de Nintendo. Fue diseñado por IBM, y en la actualidad se está produciendo con un silicio de 45 nm en el proceso de aislante. El chip Espresso reside junto con una GPU de AMD en un MCM fabricado por Renesas. Fue revelado en el E3 2011, en junio de 2011 y lanzado al mercado en noviembre de 2012.

## Diseño

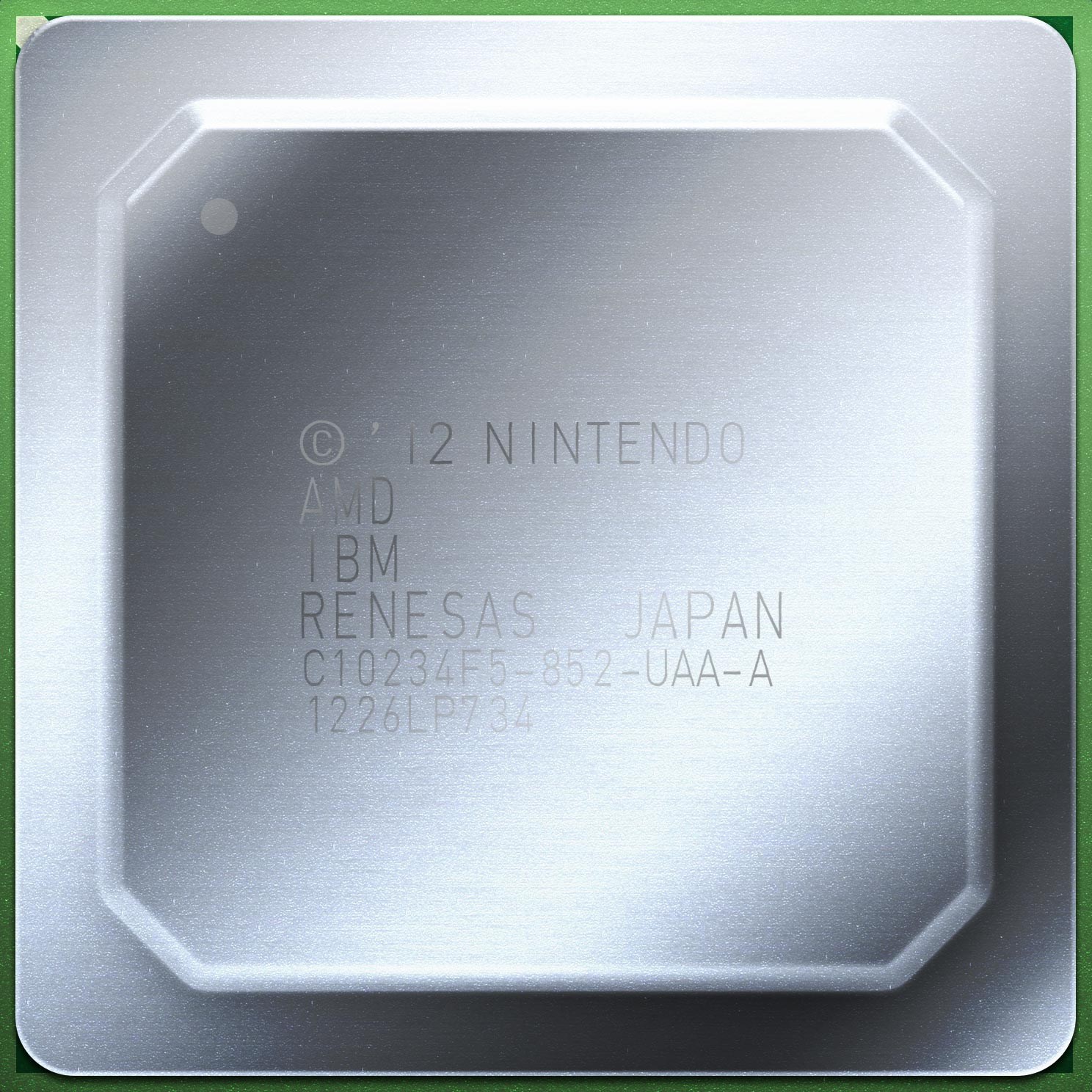
Una ilustración del MCM de Wii U con difusor de calor. Las marcas indican que el diseñado fue hecho por Nintendo, y sus componentes son fabricados por AMD, IBM y Renesas.

IBM y Nintendo han revelado que el procesador Espresso tiene la Arquitectura Power basado en un microprocesador con tres núcleos en un solo chip para reducir el consumo de energía y aumentar la velocidad. La CPU y el procesador de gráficos se colocan en un solo sustrato como un módulo multi-chip (MCM) para reducir la complejidad, aumentar la velocidad de comunicación entre los chips, reducir aún más el consumo de energía y reducir el coste y el espacio necesario. Ambos chips se montan en el MCM complejo de Renesas.Tiene Unos 45 Nanometros.

### La especulación acerca POWER7
Una gran cantidad de desinformación y mala información hacia los años antes de la publicación, y uno de los más predominante era la noción de que la CPU de Wii U se deriva de la gama alta de IBM [POWER7] procesador del servidor.[cita requerida] Este rumor fue provocado por un comentario de IBM indica que Espresso utiliza "la misma tecnología de procesador que se encuentra en Watson" que fue interpretado como si Wii U utilizaría POWER7. Luego fue confirmado erróneamente por el equipo de Watson de IBM en Twitter. Pero que más tarde fue redactado por IBM y se confirmó que es falsa. IBM confirma que Wii U utiliza un CPU basado en el POWER7 pero no es un CPU idéntico a POWER7 debido a que tiene más limitaciones, Espresso comparte alguna tecnología de POWER7, como eDRAM y Arquitectura Power, pero esos son similitudes superficiales.

## Especificaciones
- Out-of-order execution PowerPC núcleos basados
- Tecnología de procesamiento de 45nm
- Tecnología Silicon on insulator IBM
- Retrocompatibilidad con Broadway

Las siguientes especificaciones no han sido confirmadas oficialmente, ya sea por Nintendo ni IBM.
- Arquitectura central basada en Broadway
- Tres núcleos a 1.24 GHz
- Unidad de entero de 32 bits
- 64-bit de punto flotante (o 2 x 32 bits SIMD, a menudo se encuentran bajo la denominación de "solteros emparejado")
- Un total de 3 MB de caché de nivel 2. En una configuración inusual 
  - core0 = 512 kB, Core1 = 2 MB, core2 = 512 kB
- Die Tamaño: 4,74 mm x 5,85 mm = 27,73 mm²

- Datos: Q719867
- Multimedia: Espresso (microprocessor) / Q719867